# Người Canada gốc Belarus
Người Canada gốc Belarus là công dân Canada có nguồn gốc từ người Belarus hoặc sinh ra ở Belarus đang cư trú tại Canada. Theo Điều tra dân số năm 2016 đã có 20.710 người Canada khai nhận tổ tiên là người Belarus.
Vincent Žuk-Hryškievič ước tính số lượng người Belarus ở Canada vào cuối năm 1959 vào khoảng 40 nghìn người, với phần lớn người nhập cư Belarus thời Đế chế Nga được liệt kê là người Nga hoặc Ba Lan vì người Belarus không hiện diện như một nhóm riêng biệt danh mục trong tài liệu Canada.
Tổ chức cộng đồng người Belarus lâu đời nhất ở Canada, Liên hiệp người Canada gốc Belarus, được thành lập bởi  Kastus Akula vào năm 1948 tại Toronto.

## Nhân vật nổi tiếng
- Kastuś Akuła
- Valery Fabrikant
- Albert Gretzky
- Walter Gretzky
- Wayne Gretzky
- David Lewis
- Barys Rahula
- Ivonka Survilla
- Vincent Žuk-Hryškievič
- Don Tapscott